# Thomas Aagaard Skovmand
Thomas Aagaard Skovmand (født 1972) er journalist, forlægger og forfatter. Han har skrevet biografien Sandra Day – Fra bondeknøs til piskedronning (2007) samt romanerne Skyerne over Vesterbro og Hvad skete der den nat?, der begge udkom i 2009 og Mågejægeren (fra 2012), en roman der som et eksperiment blev skrevet live foran de rejsende i Københavns Lufthavn, hvor den også foregår. 
Skovmand stiftede i 2009 Byens Forlag sammen med Tommy Heisz. Forlaget har kontor i Byens Bogcafé i Istedgade 102 og markerer sig blandt andet med levende bogformidling i form af oplæsning i folks hjem og salg af bøger fra landets første mobile bogcafé.